# Christine Lagarde
Pour les articles homonymes, voir Lagarde.
Christine Lagarde, née Lallouette le 1er janvier 1956 à Paris, est une avocate d'affaires, femme politique et haute fonctionnaire française.
Avocate au barreau de Paris, elle fait carrière au sein du cabinet d'avocats d'affaires international américain Baker McKenzie.
Elle occupe ensuite la fonction de ministre déléguée au Commerce extérieur de 2005 à 2007, à la fin du second mandat présidentiel de Jacques Chirac. Sous la présidence de Nicolas Sarkozy, elle est ministre de l'Agriculture et de la Pêche pendant un mois en 2007, avant d’être nommée ministre de l'Économie, exerçant ses responsabilités dans le cadre de la crise bancaire et financière de l'automne 2008.
En 2011, à la suite des démêlés judiciaires de Dominique Strauss-Kahn, elle quitte le gouvernement français pour devenir directrice générale du Fonds monétaire international (FMI), où elle est confrontée à la crise de la dette dans la zone euro, notamment en Grèce. En 2019, trois ans après avoir été reconduite à sa tête, elle démissionne du FMI pour devenir présidente de la Banque centrale européenne (BCE), succédant à Mario Draghi, où elle met en place la première revue stratégique de la banque centrale depuis 2003 et la conduit durant la crise économique liée à la Covid-19 et la crise inflationniste à partir de 2021.
Première femme à avoir été ministre de l’Économie dans un pays du G7, elle est également la première femme à avoir exercé les fonctions de directrice générale du Fonds monétaire international (hors périodes d'intérim) et de présidente de la Banque centrale européenne.

## Situation personnelle

### Famille
Christine Lagarde est née Christine Madeleine Odette Lallouette le 1er janvier 1956, dans le 9e arrondissement de Paris. Christine est l'aînée de quatre enfants, dont trois garçons, et passe son enfance au Havre. Son père, Robert Lallouette (1931-1972), naît dans une famille juive puis s'est converti au catholicisme par un prêtre chinois durant sa scolarité à  à l'ENS. Puis, il devient professeur d'anglais au lycée François-Ier au Havre, en Seine-Maritime. Admirateur de Mendès France et de Delors, il lui fait découvrir la littérature anglaise, et l'encourage à s'inscrire dans une université américaine. Sa mère, Nicole Carre (1929-2007), de confession catholique et également enseignante, est agrégée de lettres classiques.  Souffrant de la maladie de Charcot, son père meurt alors qu'elle est âgée de 16 ans. Sa mère doit élever seule ses quatre enfants. Lors d'une interview télévisée espagnole à la chaîne de télévision Antena 3, son frère, Luc Lallouette témoigne d'une vie familiale heureuse où les discussions politiques étaient présentes et décrit sa sœur ainée comme étant une adolescente studieuse et engagée,.

### Formation
Christine Lagarde étudie au lycée François-Ier puis au lycée Claude-Monet au Havre. Dotée d'un tempérament sportif, elle pratique la natation synchronisée au Club nautique havrais après avoir découvert la nageuse et actrice Esther Williams. Elle intègre l'équipe de France et remporte une médaille de bronze au championnat national à l'âge de 15 ans. Par la suite, elle intègre une équipe américaine et participe à des championnats en Amérique du Nord. À l'âge adulte, elle continue de pratiquer la natation en soliste et affirme que cette expérience sportive de haut-niveau continue à influencer sa vie professionnelle dont les directives de son entraîneur qui inspire le titre du livre « Christine Lagarde-Serre les dents et souris ». Elle déclare également que cette discipline lui a inculqué des valeurs dont  « le travail collectif et comment retenir sa respiration quand les économies mondiales ont plongé la tête sous l’eau ». Après son baccalauréat, obtenu en 1974, elle obtient une bourse et décide de partir une première fois pour un an aux États-Unis grâce à l'association American Field Service (AFS). Elle y suit des cours, est diplômée du lycée Holton-Arms School à Bethesda (Maryland), et effectue un stage au Capitole en tant qu'assistante parlementaire de William S. Cohen, représentant du Parti républicain du Maine, devenu ensuite secrétaire à la Défense de Bill Clinton. Cette expérience outre-Atlantique la marque profondément lui permettant de forger son ambition et de faire le deuil du décès de son père en déclarant « Mon père était professeur de littérature anglaise. Je parlais très mal anglais. J'ai dû effectuer une sorte de chemin vers le père. Dans tous les cas, cette expérience outre-Atlantique a complètement changé ma vie ». De retour en France, elle est, en 1977, diplômée de l'Institut d'études politiques d'Aix-en-Provence (dont elle préside le conseil d'administration de 2010 à 2015). Elle prépare ensuite le concours d'entrée à l'École nationale d'administration (ENA), auquel elle échoue deux fois. Elle obtient finalement deux maîtrises (anglais et droit des affaires) et un diplôme d'études supérieures spécialisées de droit social à l'université Paris X-Nanterre.

### Vie privée
Divorcée de Wilfried Lagarde, elle est mère de deux enfants : Pierre-Henri Lagarde (né en 1986, entrepreneur dans la restauration) et Thomas Lagarde (né en 1988, architecte),.
Depuis 2006 son compagnon est Xavier Giocanti, homme d'affaires marseillais un temps proche de l'UMP locale. Ils se sont mariés en 2020 à Bonifacio, en Corse-du-Sud.

## Carrière professionnelle
En 1981, après ses études, elle est avocate au barreau de Paris, et rejoint le département de droit social du bureau parisien du cabinet d'avocats d'affaires Baker McKenzie, un des premiers cabinets d'avocats mondiaux (4 600 collaborateurs dans 35 pays), dont elle gravit tous les échelons en 25 ans de carrière : associée du bureau parisien en 1987, associée-gérante en 1991, membre du comité exécutif mondial à Chicago en 1995 et enfin présidente de ce comité en 1999. Première femme et première personnalité non américaine à ce poste, elle est alors à la tête d'un des plus grands cabinets du monde et est classée, en 2002, 5e femme d'affaires européenne par le Wall Street Journal Europe. Sous sa présidence, de 1999 à 2005, Baker & McKenzie augmente son chiffre d'affaires de 50 % pour clore l'exercice 2004 à 1,228 milliards de dollars. De 2004 à 2005, elle est présidente du comité stratégique mondial de Baker & McKenzie.
Parallèlement, de 1995 à 2002, elle est membre du cercle de réflexion Center for Strategic and International Studies (CSIS), au sein duquel elle copréside avec Zbigniew Brzeziński la commission Action États-Unis-UE-Pologne et suit plus particulièrement le groupe de travail Industries de défense États-Unis-Pologne (1995-2002) et les questions liées à la libéralisation des échanges polonais. Jacques Chirac, président de la République, la nomme au grade de chevalier de la Légion d'honneur en juillet 2000. Elle devient, trois ans plus tard, membre de la Commission pour l'élargissement de la communauté euro-atlantique. Elle entre ensuite, en avril 2005, au conseil de surveillance de la multinationale néerlandaise ING, une institution financière internationale de bancassurance,,.
Elle est décrite comme une femme de réseaux et une habituée du forum de Davos, comptant notamment parmi ses proches Ivanka Trump, Alan Greenspan, Lakshmi Mittal, ou encore l'homme d'affaires David Rubenstein. Son amie Anne Lauvergeon évoque un « sens du réseau très peu courant en France, encore moins chez les femmes : décomplexé, à l’américaine ».

## Parcours politique et international
Approchée par Jean-Pierre Raffarin, Christine Lagarde quitte les États-Unis en 2005 pour entamer une carrière politique en France.

### Ministre déléguée au Commerce extérieur
Alors peu connue de l'opinion publique, elle est nommée ministre déléguée au Commerce extérieur du gouvernement Dominique de Villepin le 2 juin 2005. Deux jours après sa nomination, elle déclare qu'il est nécessaire de réformer le Code du travail français, selon elle « compliqué, lourd et constituant un frein à l'embauche », ce qui lui vaut un rappel à l'ordre du Premier ministre Dominique de Villepin. Elle avait tenu ces propos sur la base de son expérience d'avocate puisque c'est elle qui a créé et développé le département de droit social de son cabinet d'avocats à Paris.

### Ministre de l'Agriculture et de la Pêche
Du 18 mai au 18 juin 2007, à la suite de la victoire de Nicolas Sarkozy à l'élection présidentielle, elle est ministre de l'Agriculture et de la Pêche du premier gouvernement François Fillon. Depuis la fondation de la Ve République, Christine Lagarde est la seconde femme, après Édith Cresson, à avoir été nommée à ce poste, qu'elle ne conserve pas après le second tour des élections législatives.
Lors du conseil des ministres de l'Agriculture des 27 États membres de l'UE, elle autorise d'accorder un label européen aux produits biologiques contenant des traces d'OGM à hauteur de 0,9 %. Cette mesure suscite l'indignation de plusieurs associations écologistes.

### Ministre de l'Économie

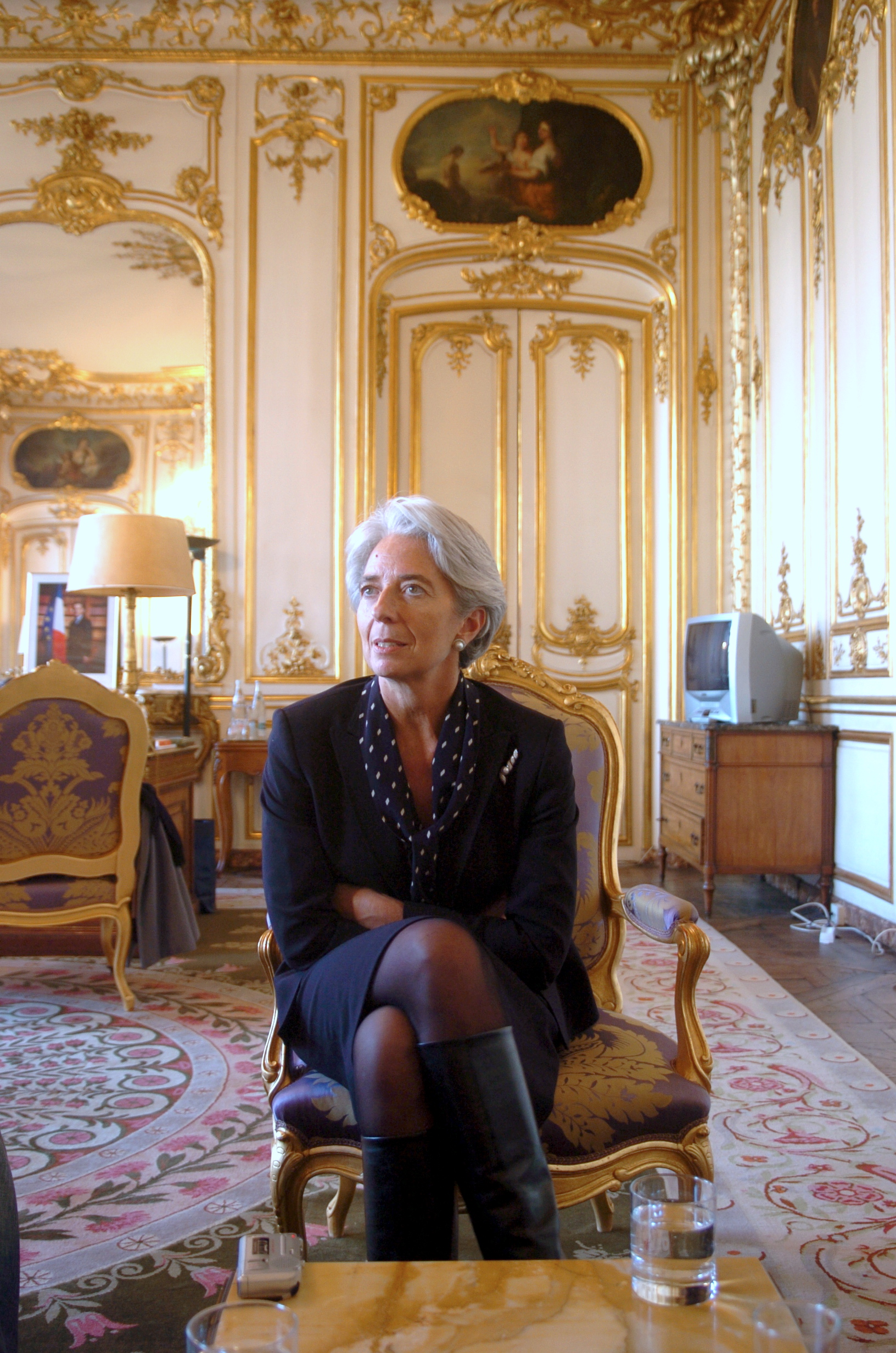
Christine Lagarde, Ministre de l'Economie, le 12 décembre 2007 à Paris.

Lors du changement de gouvernement qui fait suite aux élections législatives, elle est nommée, le 19 juin 2007, ministre de l'Économie, des Finances et de l'Emploi. Elle remplace à ce poste Jean-Louis Borloo qui, après l'échec d'Alain Juppé aux législatives, devient ministre d'État, ministre de l'Écologie, du Développement et de l'Aménagement durables. Christine Lagarde est la première femme à occuper ce poste ministériel, aussi bien en France que dans tous les pays du G8. Deux secrétaires d'État sont alors rattachés à ce ministère : Luc Chatel (Tourisme), et Hervé Novelli (Entreprises et Commerce extérieur). Lors du remaniement du 18 mars 2008, ces derniers voient leurs responsabilités modifiées et sont remplacés par deux autres secrétaires d'État, Laurent Wauquiez (Emploi) et Anne-Marie Idrac (Commerce extérieur), ancienne présidente de la SNCF ; le titre officiel du ministère est également modifié à l'occasion de ce remaniement, devenant le ministère de l'Économie, de l'Industrie et de l'Emploi.
Elle fait notamment voter deux lois majeures du quinquennat : la loi TEPA, qui défiscalise les heures supplémentaires et allège les droits de succession, et la loi de modernisation de l'économie (LME), qui vise à encourager les entrepreneurs tout au long de leur parcours, à relancer la concurrence, à renforcer l'attractivité du territoire et à améliorer le financement de l'économie. Christine Lagarde défend également le projet de loi fusionnant l'ANPE et les Assédic au sein de Pôle emploi. Elle mène par ailleurs à bien la réforme du crédit à la consommation dans le but de limiter le surendettement des ménages.
Les médias relèvent quelques « gaffes » à ses débuts à Bercy. Le 20 août 2007, juste avant le début de la crise des subprimes et un an avant la faillite de Lehman Brothers, elle déclare penser « que le gros de la crise est derrière nous ». Son annonce d'un « plan de rigueur », quelques jours plus tard, contraint François Fillon à intervenir pour clore la polémique. Face à la montée des prix de l'essence, elle préconise, en novembre 2007, de changer les comportements et modes de consommation en utilisant par exemple le vélo, ce qui lui vaudra quelques critiques,,.
Figurant en deuxième position sur la liste UMP conduite par Jean-Marie Cavada aux élections municipales de 2008 dans le 12e arrondissement de Paris, elle siège dans l'opposition au conseil d'arrondissement et au Conseil de Paris, à la suite de la victoire de la liste de gauche.

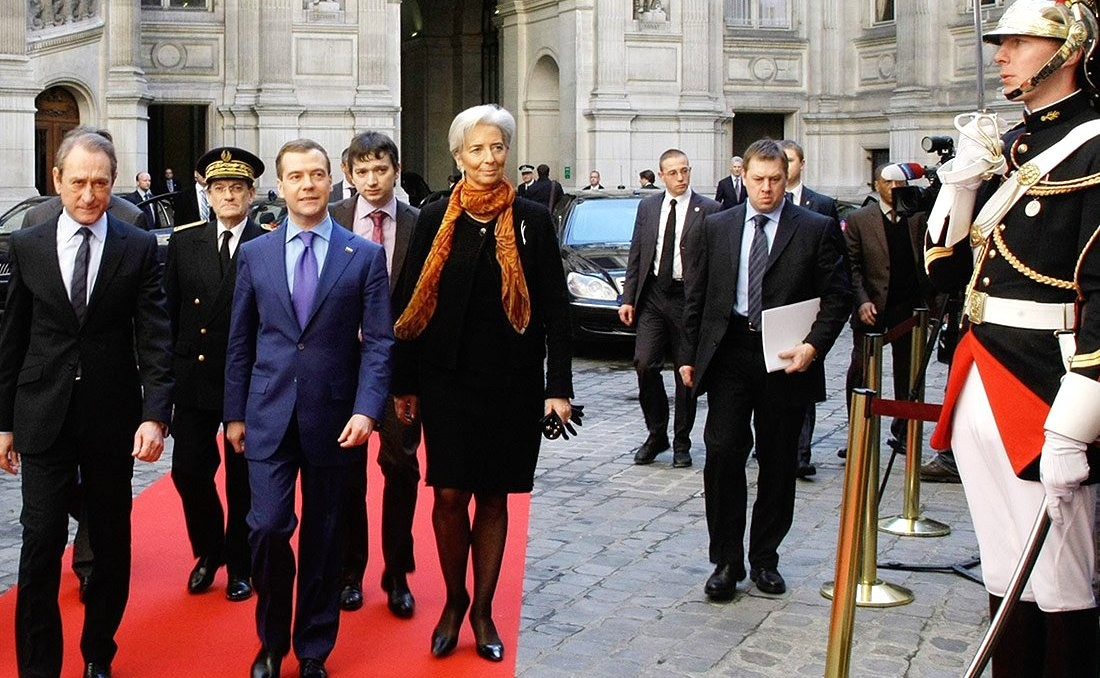
Christine Lagarde aux côtés du président de la fédération de Russie, Dmitri Medvedev (2010).

Après avoir été classée trentième femme la plus puissante au monde par le magazine Forbes en 2006, Christine Lagarde occupe, l'année suivante, la douzième position au niveau mondial, la troisième en Europe et la deuxième en France (derrière Michèle Alliot-Marie). En 2009, elle est désignée par le Financial Times comme étant le meilleur ministre des Finances de la zone euro. La même année, le magazine Time la cite parmi sa liste annuelle des 100 personnes les plus influentes au monde, de même qu'en 2010.

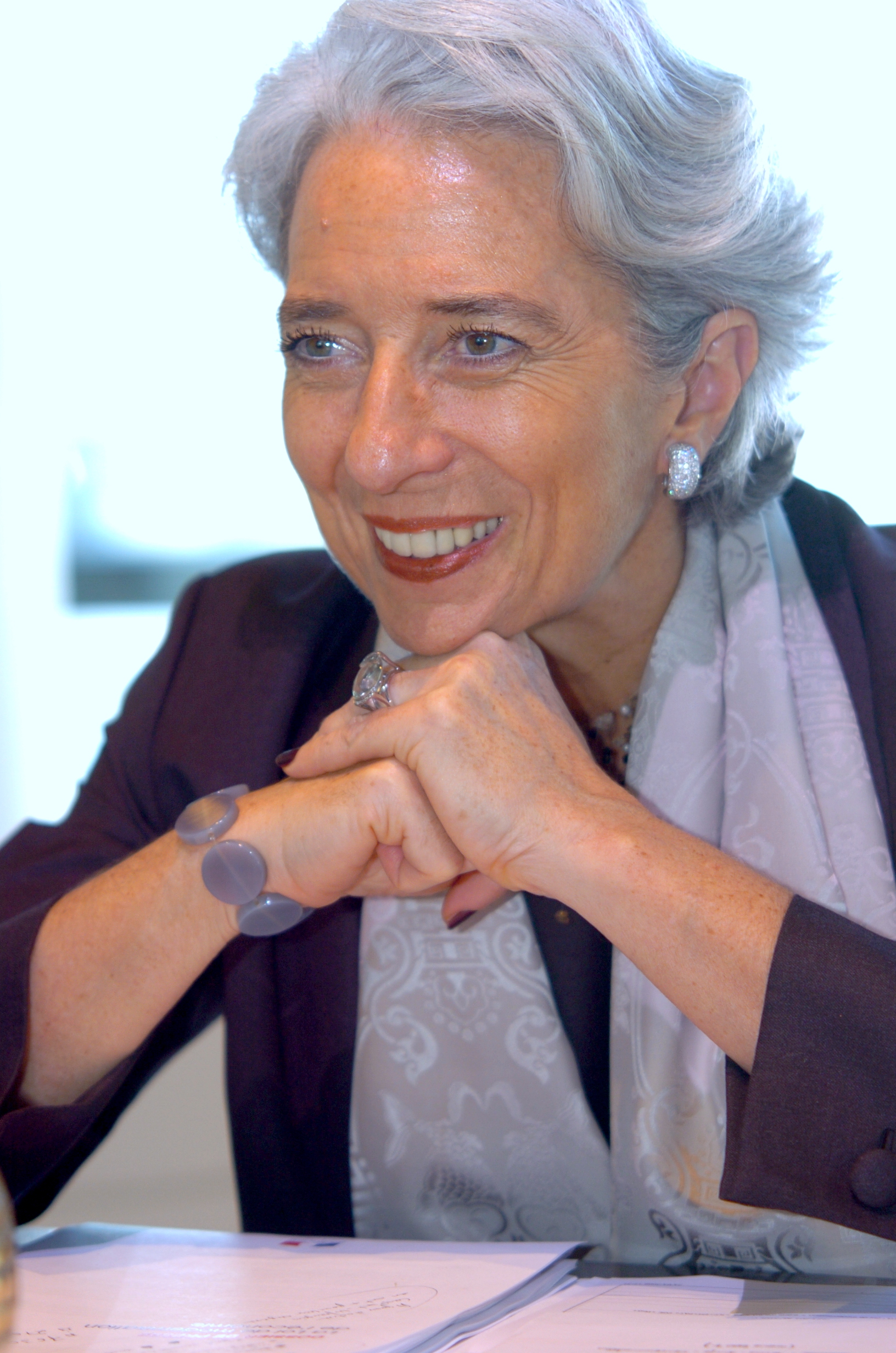
Christine Lagarde, Ministre de l'Economie, le 24 avril 2008.

Un arbitrage prévoyant le versement par l'État de 403 millions d'euros à Bernard Tapie dans l'affaire l'opposant au Crédit lyonnais sur la vente d'Adidas est rendu le 11 juillet 2008, alors que Christine Lagarde est ministre de l'Économie. Le 4 août 2011, la Cour de justice de la République (CJR), saisie à la suite d'une requête de députés socialistes, recommande l'ouverture d'une enquête à l'encontre de Christine Lagarde pour « complicité de faux » et « complicité de détournement de biens publics » au motif qu'elle se serait personnellement impliquée dans un processus qui comporterait « de nombreuses anomalies et irrégularités »,,,,. La presse se procure une « lettre d’allégeance » adressée par Christine Lagarde à Nicolas Sarkozy : « Utilise-moi pendant le temps qui te convient et convient à ton action et à ton casting. (…) Si tu m'utilises, j'ai besoin de toi comme guide et comme soutien : sans guide, je risque d'être inefficace, sans soutien je risque d'être peu crédible. Avec mon immense admiration. Christine L. »

Elle est mise en examen le 27 août 2014 pour le seul motif de « négligence »,. Le 15 décembre 2016, les réquisitions du procureur général font état d'une « faute politique » mais pas d'infraction. Le 19 décembre 2016, à l’issue de son procès, la CJR se rangera aux réquisitions du procureur en la déclarant coupable de « négligence », mais la dispense de peine et ne fait pas inscrire cette condamnation à son casier judiciaire, en raison de la « personnalité » et de la « réputation internationale » de Christine Lagarde,. Elle ne dépose pas de recours contre cette décision. L'absence de peine prononcée dans le cadre de cette décision est vivement critiquée par Benjamin Fiorini (docteur en droit pénal, université Lyon-III-Jean-Moulin) dans une tribune publiée dans le journal Le Monde, qui considère que c’est non conforme au droit,.

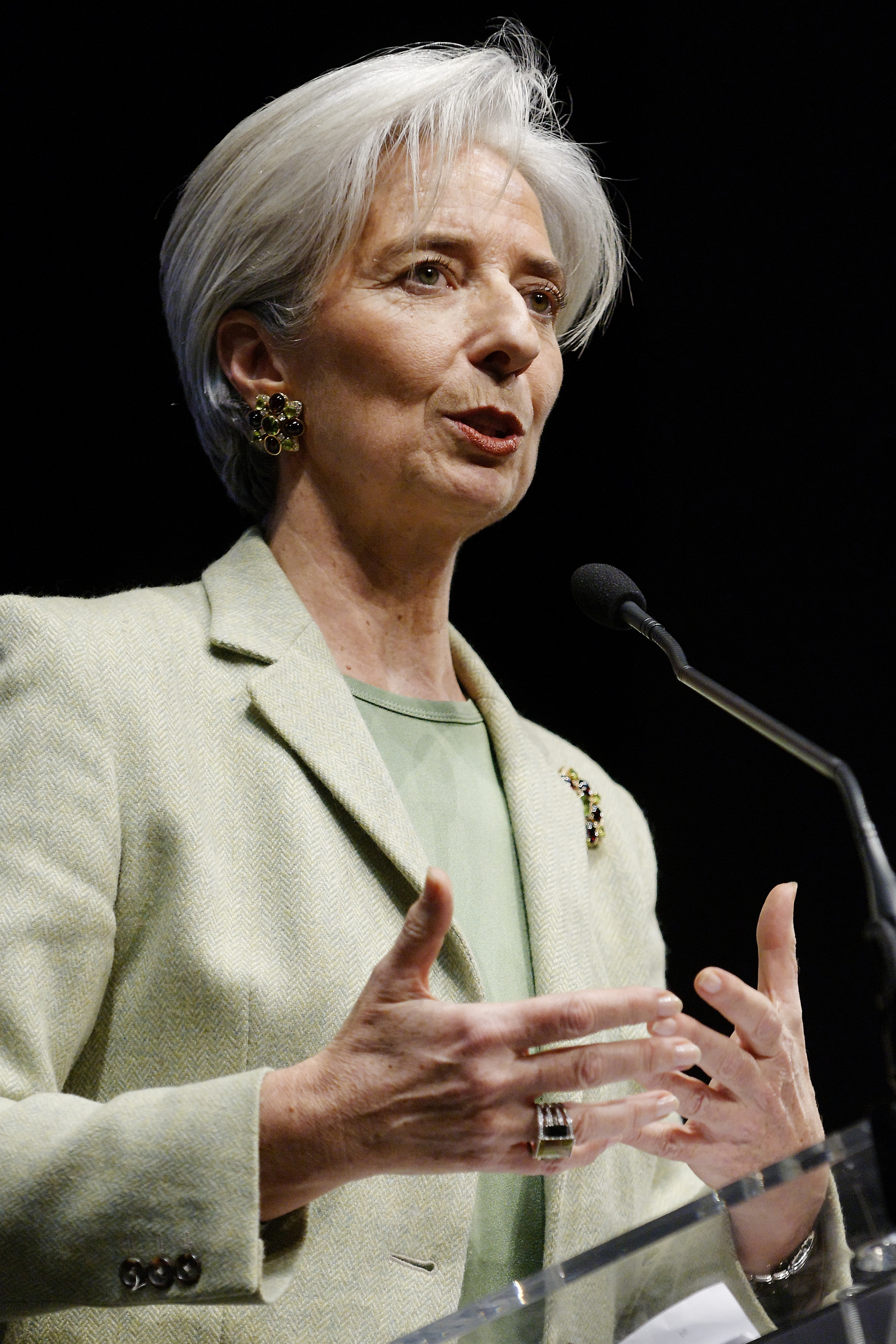
Christine Lagarde lors d'une réunion de campagne de l'UMP pour les élections régionales à Issy-les-Moulineaux (2010).

À l'été 2010, elle est présentée par la presse comme possible successeur de François Fillon au poste de Premier ministre. Alors que plusieurs sondages indiquent que les Français, et en particulier les sympathisants UMP, accueillent favorablement cette idée,, elle ne s'estime pas prête pour exercer cette fonction. François Fillon est finalement reconduit le 14 novembre 2010 et, lors de la formation de son troisième gouvernement, elle conserve son portefeuille ministériel, retrouvant l'attribution des Finances mais perdant la responsabilité de l'Emploi au profit du nouveau ministre du Travail, Xavier Bertrand. Par la suite, elle reste l'une des personnalités politiques préférées des Français.
Le 29 juin 2011, au lendemain de sa désignation à la direction générale au FMI, elle quitte ses fonctions ministérielles après avoir reçu une ovation debout de la part des députés de droite lors des questions au gouvernement. François Baroin, ministre du Budget, lui succède. Restée quatre ans sans interruption à la tête du ministère de l'Économie, elle a notamment participé à de nombreuses négociations internationales (environ une cinquantaine dans le cadre de l'Eurogroupe et du Conseil pour les affaires économiques et financières, de huit au G8 finances et au G20…) visant principalement à garantir la stabilité du secteur bancaire en pleine crise financière, puis de l'euro lors de la crise de la dette publique grecque.

### Directrice générale du Fonds monétaire international

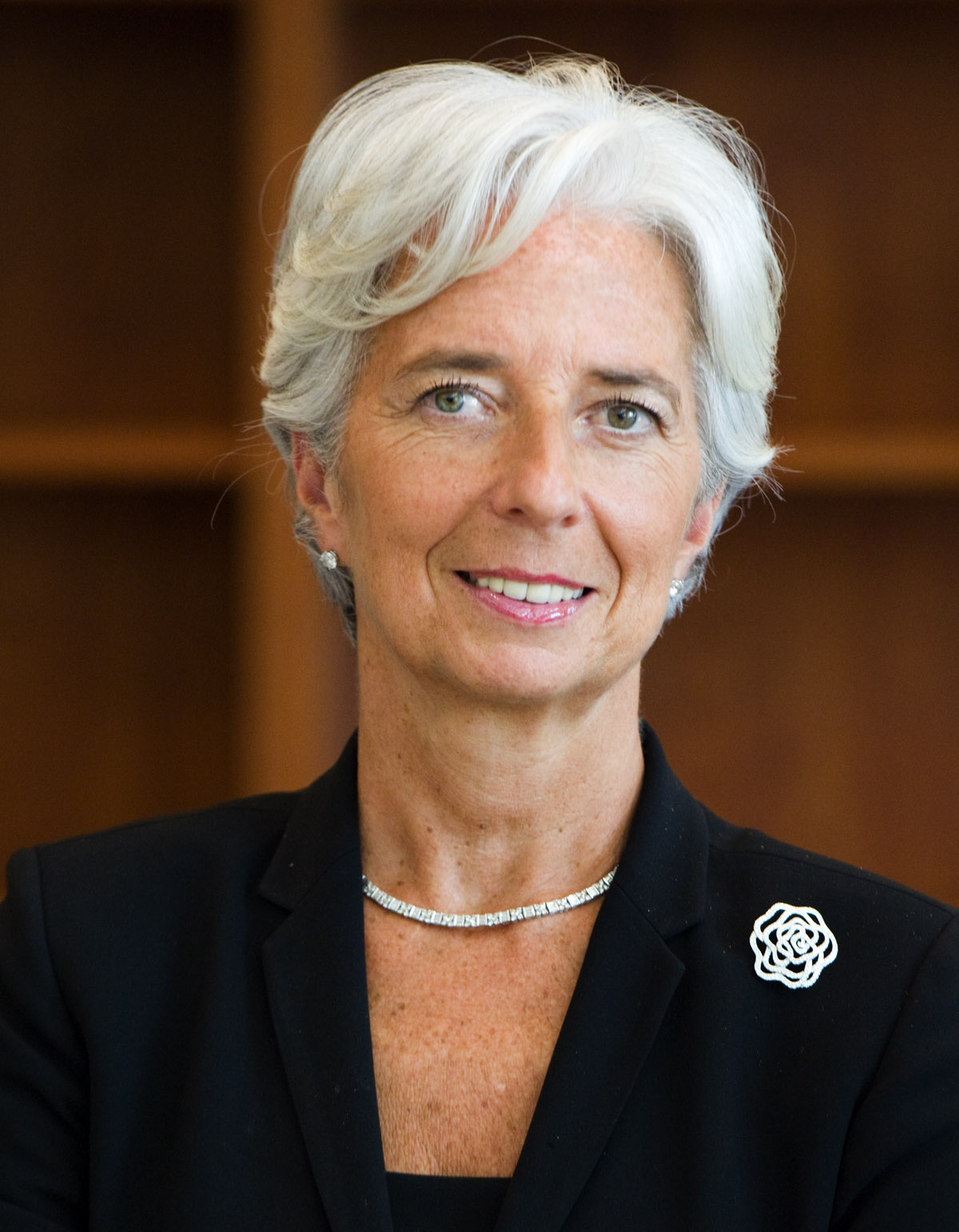
Portrait officiel de Christine Lagarde en tant que directrice générale du Fonds monétaire international (2011).

Dominique Strauss-Kahn, accusé d'agression sexuelle à New York, démissionne de son poste de directeur général du Fonds monétaire international (FMI) le 18 mai 2011. A la veille du sommet du G8, Christine Lagarde, annonce sa candidature le 25 mai suivant, est alors pressentie pour lui succéder. En France, le Premier Ministre François Fillon loue sa candidature tandis que lors du sommet du G8 de 2011, elle reçoit le soutien des pays européens et l'appui tacite de deux membres clés du G8 soient les États-Unis et la Chine. Elle effectue ensuite une tournée mondiale dans les pays émergents et promet à ces derniers une meilleure représentation au sein de l'institution internationale,.
Elle est désignée, le 28 juin 2011, par consensus, directrice générale du FMI par son conseil d'administration. Son expérience, sa capacité de travail et sa réputation de compétence lui ont permis d'acquérir une notoriété à l'échelle internationale et ont contribué à sa désignation à la tête du FMI,. Sa parfaite maîtrise de l'anglais a également été considérée comme un facteur de succès. Elle est la première à la tête du FMI à ne pas être économiste et manque d'expérience dans une banque centrale ou une banque privée.
Elle devient directrice générale du FMI le 5 juillet 2011, pour un mandat de cinq ans. Elle est la première femme, hors périodes de direction intérimaire, à occuper ce poste. Christine Lagarde prend ses fonctions dans un contexte particulièrement difficile pour la zone euro, dont la stabilité financière est menacée par son niveau de dette publique.

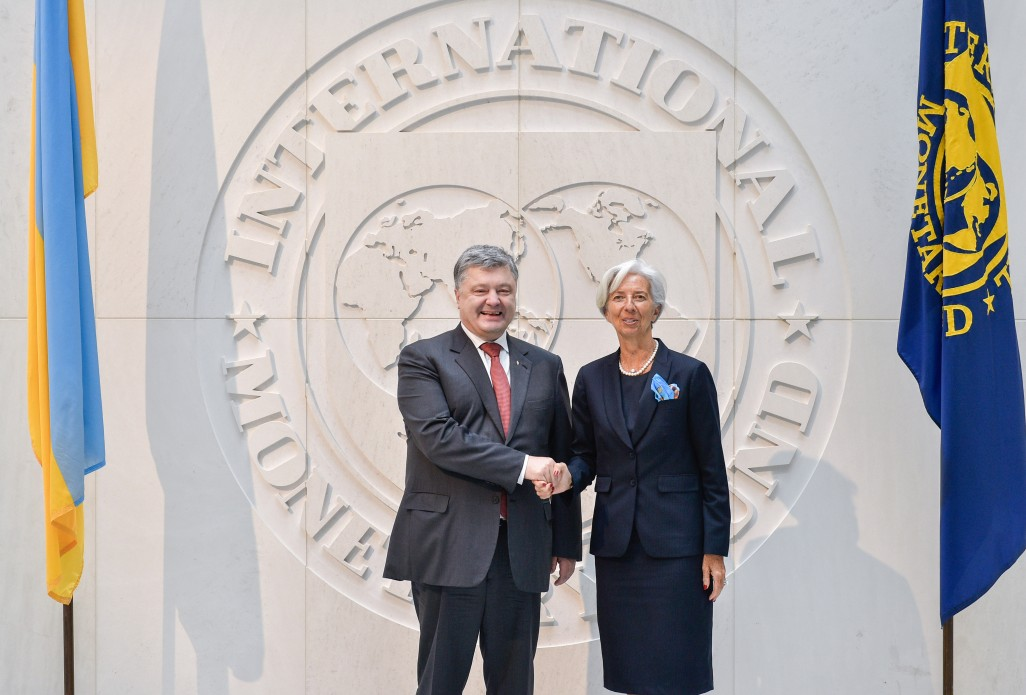
Christine Lagarde avec le président de l'Ukraine, Petro Porochenko, au siège du FMI (2017).

C'est en particulier le cas de la Grèce, qui, malgré un plan d'aide de 110 milliards d'euros mis en place en mai 2010 et le vote d'un important plan d'austérité, voit sa situation économique empirer. Elle participe à la réunion de l'Eurogroupe du 21 juillet 2011 qui définit un second plan d'aide de 158 milliards d'euros à la Grèce, dans le but d'alléger le poids du stock de dettes et de ses intérêts,. Par la suite, dans un entretien accordé au Guardian le 25 mai 2012, elle estime que « les Grecs devraient commencer par s'entraider collectivement » en « payant tous leurs impôts », ce qui suscite une polémique du fait de la défiscalisation dont bénéficient les directeurs généraux du FMI,,. En 2015, après des négociations difficiles entre la Grèce et troïka ayant manqué de peu d'aboutir à une sortie de la Grèce de la zone euro, Christine Lagarde considère, qu'en plus de la poursuite de réformes structurelles en Grèce, une restructuration de la dette du pays (allongement des échéances et de la période de grâce, réduction des intérêts au maximum) est indispensable à la viabilité d'un nouveau plan d'aide.
En juillet 2011, elle appelle à la reprise des négociations entre les démocrates et les républicains en vue de relever le plafond légal de la dette publique américaine et fait part de sa préoccupation quant aux conséquences sur l'économie mondiale d'un éventuel défaut de paiement ou d'un abaissement de la note des États-Unis.

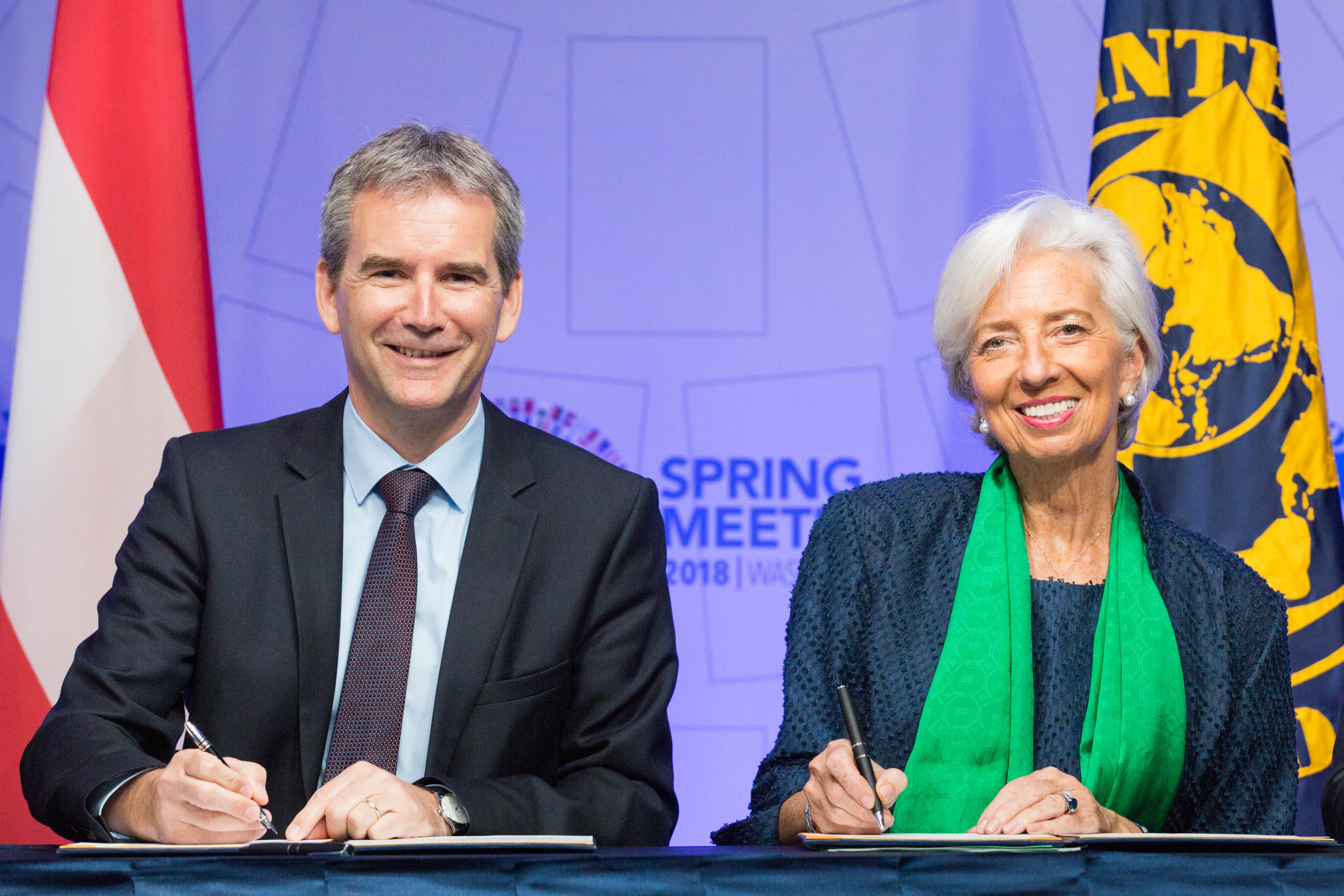
Christine Lagarde avec le ministre fédéral autrichien des Finances, Hartwig Löger (2018).

À la suite de la dégradation de la note des États-Unis par l'agence Standard & Poor's et la baisse des bourses mondiales, Christine Lagarde, dans une tribune publiée le 15 août 2011 sur le site internet du Financial Times, appelle les États, et en particulier les « économies avancées », à ne pas tuer la croissance en luttant de manière excessive contre la dette. Pour elle, il ne faut pas laisser « le coup de frein budgétaire bloquer la reprise mondiale », le rééquilibrage budgétaire devant « résoudre une équation délicate en n'étant ni trop rapide ni trop lent ».
Le 27 août 2011, lors de la rencontre annuelle des banquiers centraux et des économistes à Jackson Hole, elle plaide pour une politique économique de croissance, une politique monétaire souple et une recapitalisation « substantielle » des banques européennes, en utilisant avant tout des fonds privés, afin que celles-ci soient « suffisamment solides pour faire face aux risques que représentent les dettes publiques et la faiblesse de la croissance ». Ce dernier point fait l'objet de critiques, notamment de la part du gouverneur de la Banque de France, Christian Noyer,.
Le magazine américain Forbes la classe 5e dans sa liste des femmes les plus puissantes du monde en 2014. Alors que des médias évoquent l'hypothèse qu'elle soit candidate à l'élection présidentielle française de 2017, elle écarte cette possibilité.
En janvier 2015, à la suite de la mort du roi Abdallah d'Arabie saoudite, pays qui applique une version stricte de la charia et est l'un des pires en matière de droits des femmes, Christine Lagarde déclenche une polémique en déclarant à propos du dirigeant qu'il était, « de manière discrète, un grand défenseur des femmes »,. Elle précise : « C'était très progressif. Mais j'ai abordé cette question avec lui à plusieurs reprises et il y croyait fermement. […] Il avait mis en place beaucoup de réformes. »
Seule candidate à sa succession à la tête du FMI en 2016, elle bénéficie essentiellement de deux succès politiques pour son premier mandat : la reconnaissance du yuan chinois comme monnaie de référence et le lancement d'une réforme du FMI visant à donner plus de poids aux pays émergents. Le 19 février 2016, elle est reconduite à la tête du Fonds monétaire international (FMI) pour un nouveau mandat de cinq ans. Pour le journal Le Temps, elle aurait renforcé la crédibilité de l'institution en admettant les risques des politiques d’austérité et en traitant des questions du réchauffement climatique ou du creusement des inégalités. Néanmoins, son image a été entachée des interventions du FMI dans les pays les plus touchés par la crise ; en Grèce, des pancartes à son effigie ont été brûlées par des manifestants et elle a reçu des menaces de mort après avoir accusé les armateurs les plus riches du pays de se soustraire à l'administration fiscale.

### Présidente de la Banque centrale européenne

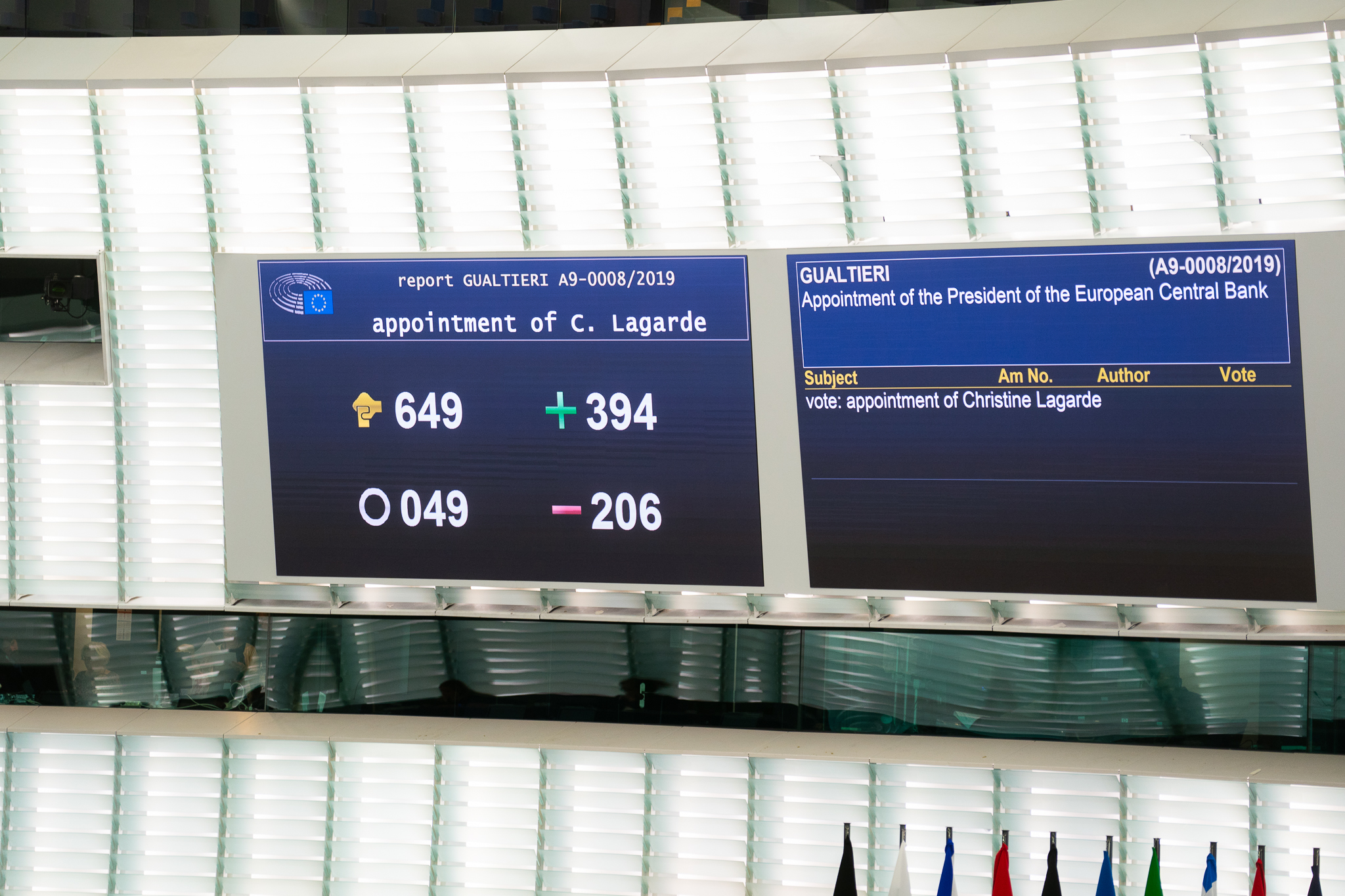
Vote du Parlement européen en faveur de la nomination de Christine Lagarde comme présidente de la Banque centrale européenne, le 17 septembre 2019.

Le 2 juillet 2019, le Conseil européen la propose pour prendre la présidence de la Banque centrale européenne. Sa nomination doit être validée par un vote des directeurs des banques centrales nationales. Elle décide alors de quitter ses fonctions au FMI durant la période de nomination. Alors qu’elle n’a jamais dirigé une banque centrale et qu'elle est critiquée pour son rôle dans l'affaire du Crédit lyonnais, les médias soulignent que son bilan au ministère français de l’Économie et au FMI a joué en sa faveur,,. Elle présente sa démission de sa fonction directrice générale du FMI le 16 juillet 2019. Celle-ci est effective le 12 septembre suivant. Elle est nommée présidente de la BCE le 20 octobre 2019, en remplacement de Mario Draghi, devenant la première femme à occuper cette fonction,.
Dès son arrivée, elle s'agace contre les tweets du président des États-Unis, Donald Trump, à l'encontre de la Réserve fédérale des États-Unis (FED), déclarant : « La stabilité des marchés ne devrait pas faire l'objet d'un tweet par-ci ou d'un tweet par-là. Cela exige de la considération, de la réflexion, du calme, des décisions mesurées et rationnelles,. »
Christine Lagarde prend ses fonctions le 1er novembre 2019. À la tête de la BCE, elle devrait maintenir la politique monétaire accommodante de son prédécesseur, Mario Draghi. Lors des échanges avec le Parlement européen précédant sa nomination, Christine Lagarde a également exprimé sa volonté de faire participer la BCE à la lutte contre le changement climatique, et de réexaminer le cadre de la politique monétaire de la BCE,.
Elle gère la crise économique liée à la pandémie de Covid-19 à travers plusieurs mesures, malgré une réticence initiale. Elle met notamment en place le Pandemic Emergency Purchase Programme, qui permet à la BCE de faire baisser les taux d'intérêt sur les dettes publiques et de rendre les déficits liés à l'épidémie soutenables. Malgré la crise économique, la possibilité d'effacer la dette publique lui paraît « inenvisageable » et serait selon elle « une violation du traité européen qui interdit strictement le financement monétaire des États »,. Elle met en place une revue stratégique de la Banque centrale européenne, une première depuis 2003, qui redéfinit l'objectif d'inflation de la zone euro comme une cible symétrique autour de 2 %.
Elle refuse par ailleurs la restructuration de la dette grecque, oriente la loi sur les bonus dans un sens favorable aux banquiers et freine la réglementation de la spéculation.
En 2021, le média Politico la classe parmi les 28 personnalités européennes les plus puissantes d'Europe, à la troisième place de la catégorie Doers (« faiseurs »).
Elle reçoit les insignes de commandeur de l'Ordre national du mérite des mains d'Emmanuel Macron en février 2022.

## Prise de position

### Cryptomonnaie
Dés 2022, Christine Lagarde critique les cryptomonnaies qu’elle qualifie comme étant une « menace » du fait qu’elles échappent au système bancaire traditionnel et n’étant soumise à aucune autorité monétaire. Dans le contexte de la guerre en Ukraine, elle affirme qu’elles sont « certainement utilisées comme moyen d'essayer de contourner les sanctions qui ont été décidées par de nombreux pays à travers le monde contre la Russie et des acteurs spécifiques ». Quelques mois plus tard dans une interview donnée à la télévision néerlandaise, elle réitère sa position à l’occasion d’un krach des cryptoactifs sur les marchés en déclarant que les cryptomonnaies « ne valent rien, ne reposent sur rien ». Début janvier 2025, elle affirme  que les banques centrales européennes n’ont pas d’intérêt à constituer des réserves nationales de bitcoins, et que celles-ci doivent être« liquides, sûres, sécurisées  ». 

### Euro numérique
En octobre 2023, elle annonce le lancement d'une phase préparatoire pour réaliser des tests sur le projet de l'euro numérique  en la considérant comme étant la « monnaie du futur ». Elle précise que « Nous envisageons l’euro numérique comme une forme numérique d’espèces qui pourrait être utilisée pour tous les paiements numériques, gratuitement, et qui garantirait le plus haut niveau de confidentialité. Il coexisterait avec les espèces, qui seront toujours disponibles, afin de ne laisser personne de côté ». En 2025, elle intensifie son appel en faveur d'un cadre juridique  auprès des législateurs européens présentant l'euro numérique comme étant un élément clé pour l'autonomie financière de l'Europe et contrer les monnaies numériques privées concurrentes, appelées stablecoins. 

## Détail des mandats et fonctions

### Au niveau international

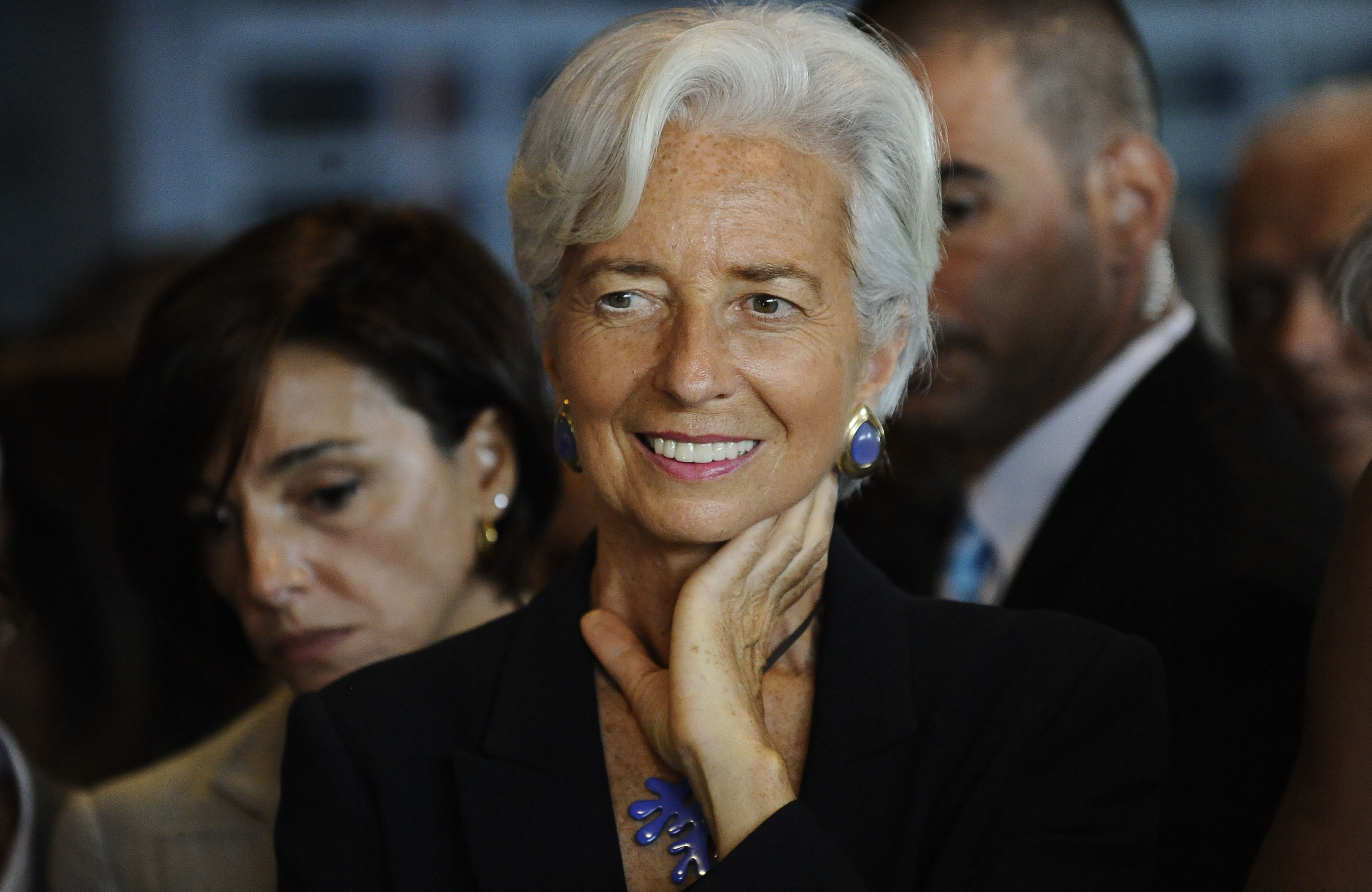
Christine Lagarde lors d'une visite au Complexo do Alemão, à Rio de Janeiro (2015).

- 5 juillet 2011 – 12 septembre 2019 : directrice générale du Fonds monétaire international.
- Depuis le 1er novembre 2019 : présidente de la Banque centrale européenne.

### Au gouvernement
- 2 juin 2005 – 15 mai 2007 : ministre déléguée au Commerce extérieur dans le gouvernement Dominique de Villepin.
- 18 mai – 18 juin 2007 : ministre de l'Agriculture et de la Pêche dans le gouvernement François Fillon I.
- 19 juin 2007 – 18 mars 2008 : ministre de l'Économie, des Finances et de l'Emploi dans le gouvernement François Fillon II.
- 18 mars 2008 – 13 novembre 2010 : ministre de l'Économie, de l'Industrie et de l'Emploi dans le gouvernement François Fillon II.
- 14 novembre 2010 – 29 juin 2011 : ministre de l'Économie, des Finances et de l'Industrie dans le gouvernement François Fillon III.

### Au niveau local
- 2008-2011 : conseillère municipale du 12e arrondissement de Paris.

### Autres fonctions
- 2007 : première présidente du Club des juristes.
- 2010-2015 : présidente du conseil d'administration de l'institut d'études politiques d'Aix-en-Provence.
- Membre du conseil d'administration du Forum économique mondial[109].

## Distinctions

### Décorations
- Officière de la Légion d'honneur (2012)[110] ; chevalière (2000)[111] ;
- Commandeure de l'ordre national du Mérite (2021)[112] ;
- Commandeur de l'ordre du Mérite agricole, ex officio en tant que ministre de l'Agriculture (2007)[113] ;
- Commandeure de l'ordre du Mérite maritime, ex officio en tant que ministre chargée de la Pêche (2007)[114] ;
- Médaille de l'ordre de l'Amitié russe (2010)[115] ;
- Grande officière de l'ordre national de Côte d'Ivoire (2013)[116].

### Honneurs
Christine Lagarde est docteure honoris causa de la KU Leuven en 2012, l'Université de Montréal en 2014 et de l'Université de Liège en 2023.
Elle est classée, à plusieurs reprises, au sein des 10 premières places du classement des femmes les plus puissantes du monde publié par le magazine Forbes, obtenant la 9e place en 2011, la 8e place en 2012, la 7e place en 2013, la 5e place en 2014, la 6e place en 2015 et en 2016, la 8e place en 2017, la 3e place en 2018, la 2e place en 2019, en 2020, en 2022 et en 2023-2024 et la 3e place en 2021. Elle est, avec Anne Lauvergeon, l'une des seules femmes françaises à avoir figuré aussi haut dans ces classements.

## Publication
- La Politique est-elle esclave de la finance ?, avec Jean-Paul Fitoussi, Forum Libération de Grenoble, sur CD audio (2008).
- L’avenir de la monnaie, un double enjeu d’innovation et de confiance. L’ena hors les murs, 50(1), 8-11 (2020)
- Climate change and central banking. Green banking and green central banking, 24, 151 (2021)

## Fiction
Son personnage est interprété par l'actrice Laila Robins dans le téléfilm dramatique américain Too Big to Fail : Débâcle à Wall Street (2011) de HBO, consacré à la crise des subprimes de 2008,. Josiane Pinson interprète également son rôle dans le film Adults in the Room (2019), consacré à la crise de la dette publique grecque en 2015,.